# Samsung Galaxy F
A série Samsung Galaxy F é uma linha de smartphones intermediários fabricados pela Samsung Electronics como parte de sua linha Galaxy. O primeiro modelo lançado na série foi o Samsung Galaxy F41, que foi lançado em 8 de outubro de 2020. A linha é vendida exclusivamente na Índia, Bangladesh e China. Na Índia, a série consiste em modelos Galaxy M renomeados vendidos exclusivamente para o mercado indiano através do Flipkart.
Alguns dos modelos mais recentes da série são o Galaxy F52 5G, que possui uma tela TFT LCD de 6,6 polegadas com taxa de atualização de 120 Hz, um processador Qualcomm Snapdragon 750G, uma câmera traseira de 64 MP e uma bateria de 4500 mAh com carregamento rápido de 25 W; e o Galaxy F42 5G, que possui uma tela TFT LCD de 6,6 polegadas com taxa de atualização de 90 Hz, um processador MediaTek Dimensity 700, uma câmera traseira de 64 MP e uma bateria de 5000 mAh com carregamento rápido de 15 W.